# Moxico
Moxico é uma das 21 províncias de Angola, localizada na região leste do país. Sua capital está na cidade de Luena.
Segundo as projeções populacionais de 2018, elaboradas pelo Instituto Nacional de Estatística, conta com uma população de 854 258 habitantes e área territorial de 223 023 km².
Moxico compreende os municípios de Alto Cuito, Cangamba, Cangumbe, Chiume, Camanongue, Léua, Lucusse, Luena, Lutembo, Lumbala Guimbo, Lutuai e Ninda.

## Etimologia
A palavra Moxico deriva de "Muxiko", uma espécie de cesto que servia para o transporte de víveres e armas de resistência anti-colonial. Com o tempo o soba local passou a utilizar para si o termo Muxiko, dando a entender, segundo o historiador Francisco Chiwende, que "era o receptáculo de todas as questões da sua jurisdição". Os portugueses deram então àquela região, tributária do reino Lunda, o nome de "terras do Moxico", inicialmente somente equivalente ao Moxico-Velho, mas com o tempo como sinônimo de todo o território entre o Zambeze e o Lungué-Bungo.

## História

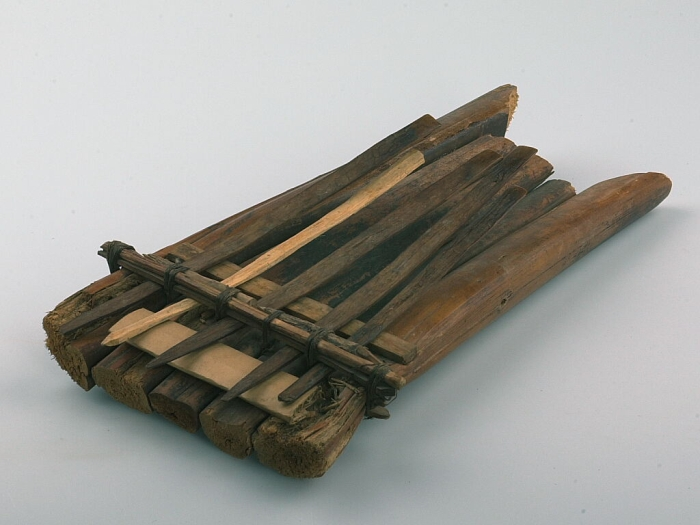
Um instrumento musical chamado Lamelofone, com 5 teclas, feito de material vegetal, artefato arqueológico catalogado no século XIX, pertencente aos povos luvales da província do Moxico

Antes da efetiva ocupação colonial portuguesa, as terras de Moxico eram território de vários povos bantos, destacadamente das etnias chócue, lunda e ganguela, havendo também algumas frações de lubas. Esses quatro povos começaram a se organizar politicamente no século XVI.

### Organização política
A região leste de Angola, assim como parte da República Democrática do Congo e Zâmbia, foi unificada, em 1590, sob a égide do rei Muanta Gandi, que formou o reino Lunda, um poderoso Estado pré-colonial que tinha inicialmente sede em Mussumba, atualmente no sul do Congo.
O Estado Lunda acabou por tornar-se, no século XVII, o Império Lunda (1º império), que por fim esfacelou-se em vários Estados confederados em virtude de inúmeras guerras pelo trono da rainha Lueji A'Nkonde. O seu principal ente confederado substituto foi Reino Lunda-Chócue, que tinha sede em Luena e zona importante em Saurimo. O próprio Reino Lunda-Chócue costurou a formação de um 2º Império Lunda, em meados do século XIX.
As potências colonias, Bélgica, Grã-Bretanha e Portugal, não aceitaram a formação dessa nova unidade imperial, fazendo diversas incursões militares na região, até que, como resultado da Conferência de Berlim, procederam a divisão definitiva dos lundas, extinguindo-se o Reino Lunda-Chócue.

### Colonização
Conhecida inicialmente pelo nome de "região Luvale", o primeiro português que viajou de Benguela para as terras moxiquenses foi José de Assunção e Melo, em missão comercial, em 1794.
A efetiva expedição de ocupação portuguesa só aconteceu em março de 1895, após o tratado que firmou o Protetorado Lunda-Chócue. A missão foi chefiada pelo tenente-coronel Trigo Teixeira. Nesta expedição o militar transferiu definitivamente o Moxico-Velho para aonde está assentada a capital Luena. Um dos últimos reinos da região a ser subjugado por Portugal foi o reino Bundalândia, após a derrota do rei Mwene Mbandu Kapova I, em 1914.
Entre o final do século XIX e o início do século XX diversas expedições foram feitas para estudar a área e construir o monumental Caminho de Ferro de Benguela, que marcou profundamente a região, interligando-a definitivamente com o resto da Colônia de Angola.

### Formação administrativa
Pelo decreto-lei nº 3365/17, de 15 de setembro de 1917, foi criado o "distrito do Moxico", a partir de território desmembrado do distrito de Benguela, assentando capital na até então chamada "vila do Moxico" (atual Luena).

### Período das guerras
Em 1966 o Movimento Popular de Libertação de Angola (MPLA) abriu a exitosa "Frente Leste" (FL), expandindo significativamente o alcance das operações nacionalistas do partido em Angola. Ao final de 1967 a província já está praticamente sob total controle do movimento, dando oportunidade de lançar ataque nas terras das províncias Lundas, no leste do Bié e no Cuando-Cubango.
Em 1973 a União Nacional para a Independência Total de Angola (UNITA), com o apoio do regime sul-africano do apartheid, inicia uma intensa campanha militar no leste, com vistas a tomar as áreas sob domínio do MPLA, conseguindo estabelecer posições em Cangonga, Cangumbe, Chicala, Samafo e Serpa Pinto (Menongue), conseguindo ocupar Luena em 1975, já dentro da Operação Savana, na Guerra Civil Angolana. A cidade permaneceu sob domínio estrangeiro por dois meses.
Em 10 de dezembro de 1975, um mês após a proclamação da Independência Nacional, as Forças Armadas Populares de Libertação de Angola (FAPLA) abandonaram a capital da província do Moxico e recuaram em duas colunas, uma rumo ao Luau e a outra que estabeleceu-se em Ambuíla. Entre 14 e 15 de fevereiro de 1976, dentro da operação Carlota, que tinha o apoio das Forças Armadas de Cuba, as FAPLA reconquistaram Luena e, até o final de fevereiro, o restante da província.

### Pós-guerras a atualidade
Maior província em área territorial de Angola, Moxico foi afetada pela reforma admistrativa-territorial de 2024, cedendo parte de seu território para formar a província de Moxico Leste. Antes da reforma admistrativa-territorial, seu tamanho era comparável a países como Romênia, Laos ou Guiana.

## Geografia
A província de Moxico é limitada ao norte pela província de Lunda Sul, ao leste pela província de Moxico Leste, ao sul pelo Cuando e pelo Cubango e, ao oeste pelo Bié.

### Clima
Segundo a classificação climática de Köppen-Geiger predomina na província, o clima subtropical úmido (Cwa), com uma média anual de temperatura que varia entre os 22°C e os 24°C.

### Demografia
O perfil demográfico e populacional provincial é construído principalmente pelas etnias dos chócues e ganguelas, havendo também relevantes contingentes de ovimbundos, lundas e ambundos, além de outros grupos etnolinguísticos menores como vambundas, e de origens miscigenadas, como luso-angolanos, ango-brasileiros e quinxassa-congoleses.

### Ecologia, flora e fauna
Domina a maior parte da paisagem da província, isto é, o centro, o norte, o oeste e o sul moxiquense, a ecorregião das "florestas de miombo angolanas", com flora de savana de folha larga decídua úmida e floresta com domínio de miombo, além de pastagens abertas. Por fim, na planície de inundação de Barotse-Liuva, no leste e sul moxiquense, há a apresença da ecorregião das "pastagens da Zambézia Ocidental", com imensas zonas pantanosas e de vegetação herbácea latifoliada aberta com arbustos.

### Hidrografia
Os principais cursos d'água da província são: os rios Lungué-Bungo, Luanguingo e Luena, que correm no sentido noroeste-sudeste, cortando quase toda a extensão territorial moxiquense, e; o rio Cuando, de sentido norte-sul. Outros importantes reservatórios de água são os lagos Liassa, Capaco, Banda Licolocolo, Libala, Uito, Cachucue, Caueza e Chitala, além de uma miríade de menores lagos e lagoas das planícies de Barotse-Liuva, ao sudeste.

### Relevo
A fisiologia moxiquense é dominada por duas zonas principais, sendo: o Planalto Central de Angola entre o noroeste, oeste e sudoeste, incluíndo os altiplanos das Areias Húmidas e das Areias Secas e as Escarpas do Bié, e; as planícies de Barotse (bem como suas extensões Liuva, Luena e Lungué-Bungo), ao sudeste e centro.

## Economia
Historicamente a agricultura constitui a base do desenvolvimento socioeconômico da província, havendo, desde o fim da Guerra Civil Angolana um incremento de atividades vinculadas à indústria, comércio e serviços.

### Agropecuária e extrativismo
O Moxico possui produção de lavoura temporária assentada em massango, batata-doce, girassol, vielo, arroz, mandioca e milho. Já na lavoura permanente registra-se a produção de citrinos e goiabas.
No subsetor da pecuária, a província é um dos centros nacionais especializados em produção de carne e leite, havendo rebanhos bovinos, ovinos, caprinos e suínos. Igualmente para a produção de carne, conjugada com ovos, existe a criação de galináceos.
Há um grande excedente obtido pela pesca artesanal na região, visto que o Moxico possui diversos rios e lagos. Nas estações chuvosas, esta potencialidade é estendida, visto que muitas regiões da província alagam-se.
Existe certa exploração florestal nos municípios de Moxico, principalmente extraídas de áreas plantadas de eucaliptos e pinheiros. As toras de madeira são exportadas para consumo do litoral e exterior do país, com uma fração utilizada localmente.

### Indústria e mineração

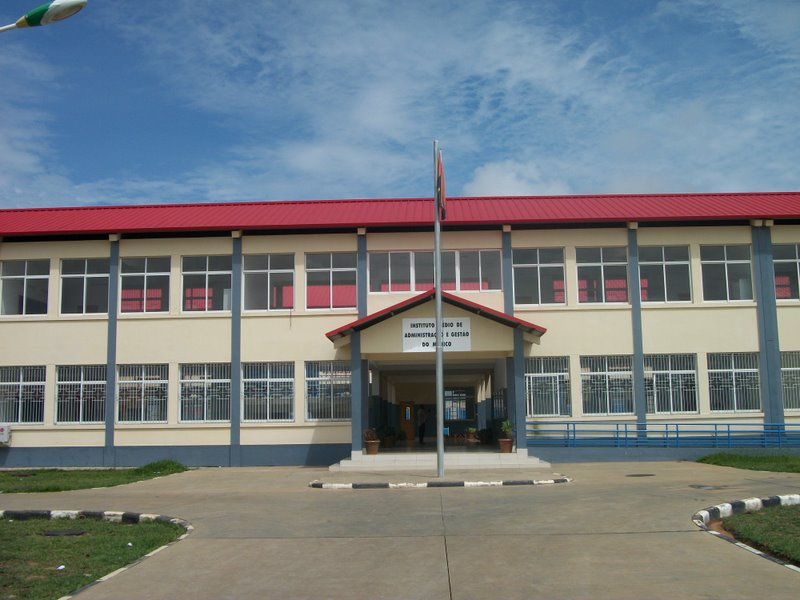
Fachada da escola técnica Instituto Médio de Administração e Gestão do Luena, em 2010.

Os parques industriais moxiquenses são especializados na agroindústria para transformação de carne, leite e ovos, registrando-se também produção alimentícia, de bebidas, vestuário, de transformação moveleira e de materiais de construção. As áreas de maior concentração industrial estão em Luena e Luau.
Nesta província ainda há extração dos seguintes minérios: carvão, cobre, manganês, ferro, diamantes, ouro, volfrâmio, estanho, molibdénio, urânio e lenhite.

### Comércio e serviços
O subsetor comercial assenta sua base em centros atacadistas que distribuem produtos beneficiados e semi-beneficiados às localidades da província, sendo encontra-se concentrado em Luena, Léua e Cangamba.
Já nas atividades de serviços, que incluem centros de saúde, unidades de ensino, postos financeiros, entretenimento, entre outros, a gama de oferta fica concentrada na capital provincial.
Registram-se ainda atividades de serviços vocacionadas à logística, dado que atravessa o Moxico o Caminho de Ferro de Benguela e inúmeras rodovias.

## Cultura e lazer
Há, naturalmente, um forte impacto da cultura introduzida pela antiga potência colonial, Portugal, através de missões cristãs de diferentes obediências, que influenciaram principalmente os aspectos arquitetônicos, os comportamentos sociais e as tradições culturais-religiosas. Neste último caso, por exemplo, as maiores manifestações populares são vistas em procissões religiosas católicas, que ocorrem em todas as localidades moxiquenses.
Em locais de lazer, a província encontra as planícies de Barotse, local muito utilizados para a pesca desportiva em função de seus muitos recuros aquáticos (rios e lagos), albergando espécies vegetais e animais.